# Marina Abramović
Marina Abramović   (Belgrad, 30 de novembre de 1946) és una artista sèrbia de performance que va començar la seva carrera a començaments dels anys 1970. Activa durant més de tres dècades, recentment s'ha autodefinit com l'«Àvia de l'art de la performance». El treball d'Abramović explora la relació entre l'artista i l'audiència, els límits del cos, i les possibilitats de la ment, dins de l'art efímer.

## Biografia
L'avi de Marina Abramović va ser un patriarca de l'Església Ortodoxa sèrbia. Després de la seva mort, va ser proclamat sant, embalsamat, i col·locat a la Catedral de Sant Sava a Belgrad. Els seus pares van ser partisans a la Segona Guerra Mundial: el seu pare, Vojo, va ser un comandant aclamat com a heroi nacional després de la guerra; la seva mare, Danica, va ser comandant a l'armada, i a mitjan 1960 va ser directora del Museu de la Revolució i Art a Belgrad. El pare d'Abramović va abandonar la família el 1964.
Va estudiar a l'Acadèmia de Belles Arts de Belgrad entre 1965 i 1970. Va completar els seus estudis de postgrau a l'Acadèmia de Belles Arts de Zagreb, Croàcia, el 1972. Entre 1973 i 1975 va ensenyar a l'Acadèmia de Belles Arts de Novi Sad, mentre preparava la seva primera performance en solitari. El 1976 Abramović va deixar Iugoslàvia i se'n va anar a Amsterdam.
Després d'instal·lar-se a Amsterdam, va conèixer l'artista de performance germano-occidental Uwe Laysiepen, que feia servir el nom d'Ulay. Com a dada anecdòtica, tots dos havien nascut el mateix dia.
Quan Abramović i Ulay van començar la seva col·laboració, els conceptes principals que van explorar van ser l'ego i la identitat artística. Aquest va ser el començament d'una dècada de treball col·laboratiu. Tots dos artistes estaven interessats en les tradicions dels seus patrimonis culturals i el desig de l'individu pels ritus. En conseqüència, van decidir formar un col·lectiu al qual van anomenar The Other (L'Altre). Es van vestir i es van comportar com a bessons, i van crear una relació de completa confiança.
Van idear una sèrie de treballs en què els seus cossos creaven espais addicionals per a la interacció amb l'audiència.
- Relation in Space (Relació en l'espai) corrien prop de la sala, dos cossos com dos planetes, mesclant les energies masculines i femenines en un tercer component al qual van anomenar "that self" (això mateix).
- Relation in Movement (Relació en Moviment, 1976) tenia la parella conduint el seu automòbil dintre d'un museu donant 365 voltes, un líquid negre sortia de l'automòbil formant una espècie d'escultura, i cada volta representava un any.
- Després d'això van idear Death self (La mort mateixa), on tots dos unien els seus llavis i inspiraven l'aire expel·lit per l'altre fins a exhaurir tot l'oxigen disponible. Exactament 17 minuts després de l'inici de la performance tots dos van caure a terra inconscients, ja que els seus pulmons es van omplir de diòxid de carboni. Aquesta peça va explorar la idea de l'habilitat de l'individu d'absorbir la vida d'una altra persona, canviant-la i destruint-la.

El 1988, després d'alguns anys de tensa relació, Abramović i Ulay van decidir fer un viatge espiritual que posaria fi a la seva relació. Tots dos caminarien per la Gran Muralla Xinesa, començant cada un per un dels extrems per trobar-se en el centre. Abramović va concebre aquesta caminada en un somni, i li va proporcionar el que per a ella era un final apropiat i romàntic a una relació plena de misticisme, energia i atracció.
Abramovic és una icona de l'art contemporani i la gran pionera de la performance, un gènere de la modernitat en el qual l'artista actua i treballa amb el seu propi cos per convertir-lo en part de l'obra, esborrant així les fronteres entre el subjecte artista i l'objecte artístic.
El març de 2010 es va presentar al MoMa de Nova York la performance The artist is present, amb motiu d'una retrospectiva dedicada a tota la seva obra, amb més de 50 peces d'exposició que incloïen performances, instal·lacions, vídeos o fotografies. Al llarg de tres mesos, explorant la complexa relació entre artista i públic, Abramović va romandre asseguda en el hall del museu al llarg de l'horari d'obertura, permetent que els visitants, per torns, s'asseguessin en una taula en silenci davant d'ella.
L'any 2020 va estrenar a la Staatsoper de Múnic –l'Òpera Estatal de Baviera– l'òpera Les set morts de Maria Callas. que resseguia la trajectòria de la cantant a través de diverses òperes que Abramović interpretà per mitjà del cant, el videoart i la performance. La representà de nou a París el setembre de 2021 i es programà per a la temporada del Gran Teatre del Liceu de Barcelona, el març de 2023.

## Premis
- Golden Lion Award, XLVII Biennal de Venècia, 1997.
- Niedersächsischer Kunstpreis, 2003.
- New York Dance and Performance Award (The Bessies), 2003.
- Premi Princesa d'Astúries de les Arts, 2021